# Exorista
Exorista är ett släkte av tvåvingar. Exorista ingår i familjen parasitflugor.

## Bildgalleri

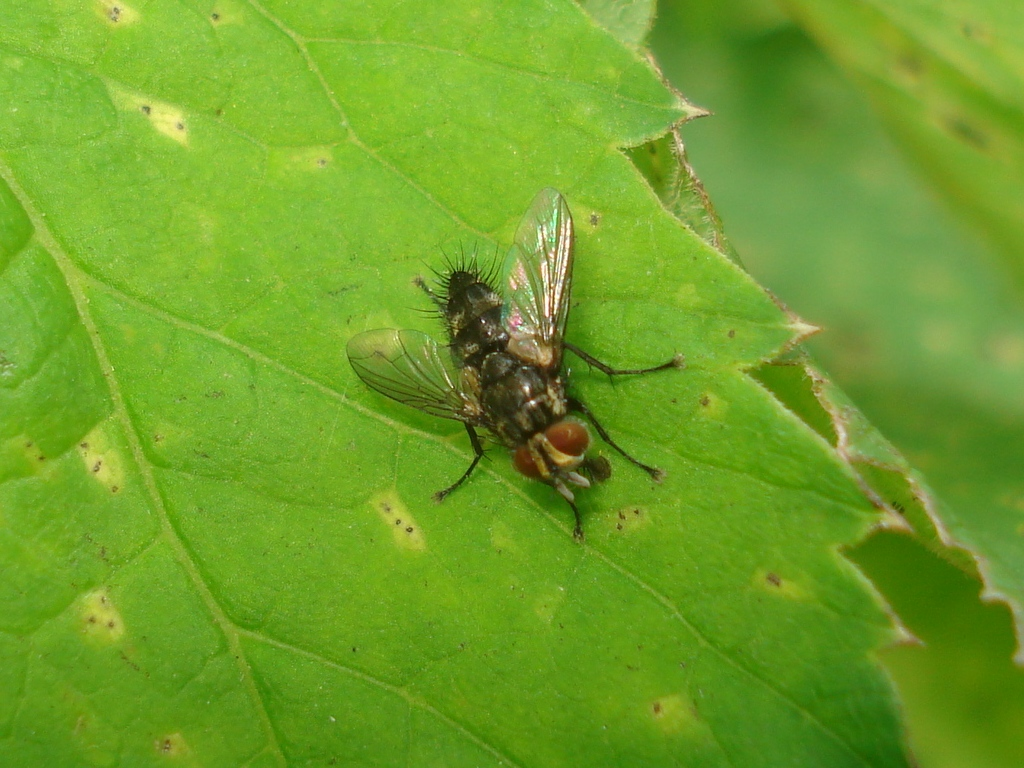

## Dottertaxa tillExorista, i alfabetisk ordning[1][2]
- Exorista abdominalis
- Exorista aestivalis
- Exorista africana
- Exorista amoena
- Exorista antennalis
- Exorista ardelio
- Exorista argenteostriata
- Exorista arrata
- Exorista arvorum
- Exorista atricans
- Exorista audax
- Exorista aureifrons
- Exorista aureisquamosa
- Exorista aurichalcea
- Exorista basalis
- Exorista belanovskii
- Exorista bergi
- Exorista bisetosa
- Exorista boscorum
- Exorista brevihirta
- Exorista brucorum
- Exorista buccalis
- Exorista caerulescens
- Exorista camporum
- Exorista canescens
- Exorista cantans
- Exorista capax
- Exorista capensis
- Exorista cardinalis
- Exorista castanea
- Exorista cephalopalpis
- Exorista chnsella
- Exorista cinerea
- Exorista civilis
- Exorista clausa
- Exorista consanguinea
- Exorista coras
- Exorista cotei
- Exorista creole
- Exorista cuneata
- Exorista curiensis
- Exorista curriei
- Exorista dasyops
- Exorista decidua
- Exorista deligata
- Exorista dilecta
- Exorista distans
- Exorista doddi
- Exorista duplaria
- Exorista dydas
- Exorista ebneri
- Exorista echinaspis
- Exorista edax
- Exorista egena
- Exorista elegantula
- Exorista elongata
- Exorista faedata
- Exorista fallax
- Exorista fasciata
- Exorista ferax
- Exorista flavicalyptrata
- Exorista flavicans
- Exorista flaviceps
- Exorista flavida
- Exorista floralis
- Exorista florentina
- Exorista fortis
- Exorista fraterna
- Exorista frons
- Exorista frontata
- Exorista fucosa
- Exorista fugax
- Exorista fulvicornis
- Exorista fuscihirta
- Exorista fuscipennis
- Exorista ghanii
- Exorista gibbicornis
- Exorista glossatorum
- Exorista grandiforceps
- Exorista grandis
- Exorista grisella
- Exorista hainanensis
- Exorista horrens
- Exorista humilis
- Exorista hyalipennis
- Exorista impavida
- Exorista intermedia
- Exorista irrorata
- Exorista japonica
- Exorista javana
- Exorista jocax
- Exorista kulgeri
- Exorista lacteipennis
- Exorista ladelli
- Exorista larvarum
- Exorista lasiommata
- Exorista lateralis
- Exorista laterosetosa
- Exorista lepis
- Exorista levicula
- Exorista longa
- Exorista longicercus
- Exorista longisquama
- Exorista manifesta
- Exorista maura
- Exorista melas
- Exorista mella
- Exorista mendax
- Exorista mimula
- Exorista minax
- Exorista minuta
- Exorista muscidea
- Exorista neta
- Exorista nigrita
- Exorista nigriventris
- Exorista nitida
- Exorista niveifacies
- Exorista niveipennis
- Exorista nobilis
- Exorista norrisi
- Exorista notabilis
- Exorista nova
- Exorista nugax
- Exorista nympharum
- Exorista occlusa
- Exorista paligera
- Exorista pallidicornis
- Exorista patelliforceps
- Exorista penicilla
- Exorista pertinax
- Exorista pilosa
- Exorista platycera
- Exorista porteri
- Exorista pratensis
- Exorista procax
- Exorista proxima
- Exorista psamathe
- Exorista pseudorustica
- Exorista psychidivora
- Exorista puella
- Exorista pugnax
- Exorista quadriseta
- Exorista rapax
- Exorista rendina
- Exorista rossica
- Exorista rubricans
- Exorista rufostomata
- Exorista ruralis
- Exorista rustica
- Exorista rusticella
- Exorista rusticoides
- Exorista rusucana
- Exorista rutilans
- Exorista sagax
- Exorista salmantica
- Exorista sarcophagata
- Exorista schistella
- Exorista securicornis
- Exorista sepium
- Exorista sequax
- Exorista sericans
- Exorista servula
- Exorista sessitans
- Exorista sinica
- Exorista sorbillans
- Exorista spina
- Exorista spinulosa
- Exorista subnigra
- Exorista sumatrensis
- Exorista tamias
- Exorista tenax
- Exorista tenuicerca
- Exorista tenuipalpis
- Exorista terminalis
- Exorista tesselans
- Exorista tessellans
- Exorista tessellata
- Exorista thomasi
- Exorista thula
- Exorista tristis
- Exorista trudis
- Exorista tubigera
- Exorista tubulosa
- Exorista unicolor
- Exorista uticola
- Exorista valida
- Exorista wangi
- Exorista veluntina
- Exorista velutina
- Exorista villana
- Exorista vivax
- Exorista xanthaspis
- Exorista yunnanica